# مرسدس-بنز دبلیو۱۱۳
مرسدس-بنز دبلیو۱۱۳ از خودروهای دو سرنشین شرکت مرسدس-بنز است که در دو مدل کوپه و رودستر و از سال ۱۹۶۳ تا سال ۱۹۷۱ تولید شد. از این خودرو در نمایشگاه خودروی ژنوی سال ۱۹۶۳ رونمایی شد.
این خودرو جایگزین هر دو مدل افسانه‌ای ۱۹۰اس‌ال و ۳۰۰اس‌ال شد.
از ۴۸٬۹۱۲ دبلیو۱۱۳ تولید شده، ۱۹٬۴۴۰ تای آن در ایالات متحده آمریکا فروخته شد.
دبلیو۱۱۳ اس‌ال تحت نظارت مدیر فنی مرسدس بنز، فریتز نالینگر، سر مهندس رودولف یولنهات طراحی شد.
ظاهر آن نیز اثر فریدریخ گیگر و دو دستیارش پاول براک و بلا بارنی بود.
در طراحی سقف مقعر آن نیز از بتکده‌های آسیای جنوب شرقی موسوم به پاگودا الهام گرفته شده بود؛ به همین دلیل نام مستعار این مدل پاگودا می‌باشد.
تمامی مدل‌ها دارای موتور شش سیلندر خطی با میل‌سوپاپ بالاسری می‌باشند.

## صاحبان مشهور
- چارلتون هستون[۳]
- دیوید کولتارد
- تونی کورتیس[۳]
- جان لنون[۳]
- جان تراولتا[۴]
- کیت ماس[۵]
- نیکو رسبرگ
- پیتر اوستینوف[۳]
- سوفیا لورن[۳]
- استرلینگ ماس